# Péter Lékó
Péter Lékó (Subotica, Serbia; 8 de septiembre de 1979) es un Gran Maestro Internacional de ajedrez húngaro.
En la lista de la FIDE, tiene una puntuación elo de 2737.
En 1994 Lékó se convirtió en el Gran Maestro más joven de la historia hasta ese entonces, a la edad de 14 años; récord que luego fue superado por varios jugadores.
Sus principales victorias son las de Dortmund 2002 (por encima de Viswanathan Anand) y Linares 2003 (empatado con Vladímir Krámnik). Su victoria en el primero le permitió enfrentar a Krámnik por el título de campeón del mundo no oficial (también llamado clásico) de ajedrez, encuentro que se celebró en Brissago, Suiza en el año 2004. El resultado fue un apretado 7-7 (Lékó lideraba 7-6 restando una partida) y permitió a Krámnik retener el título. A estos resultados hay que sumar su victoria del año 2005 en el fortísimo Torneo Corus de ajedrez, en Wijk an Zee (en solitario por delante de Krámnik y Anand entre otros).
En cuanto a su estilo de juego, es uno de los jugadores más sólidos de la actualidad, muy difícil de batir, y con una gran preparación teórica. Además su estilo de vida es el de un deportista profesional, combinando su preparación ajedrecística con una excelente preparación en el plano físico y psicológico; por su tendencia a obtener tablas, es llamado por algunos " Draw Man, o Mr Drewko".
En marzo de 2007, en el Torneo Internacional de Ajedrez Ciudad de Linares, Lékó quedó clasificado el 8.º, con 6 puntos en 14 partidas,(+1 = 11 -2).11 empates, confirmando así sus apodos como Draw Man, pues rara vez se le ve ganar.

## Lekó vs Krámnik
Krámnik venció por 4,5 a 3,5 puntos a Lekó en el duelo de ajedrez rápido disputado del 24 al 30 de mayo de 2007 en Miskolc, Hungría, al mejor de 8 partidas.
Jugaron 2 partidas cada día de juego, a un ritmo de 25 minutos y 5 segundos por movimiento.
| Jugador | R1 | R2 | R3 | R4 | R5 | R6 | R7 | R8 | Total |
| ------- | -- | -- | -- | -- | -- | -- | -- | -- | ----- |
| Krámnik | =  | =  | 1  | =  | 1  | 0  | =  | =  | 4,5   |
| Lékó    | =  | =  | 0  | =  | 0  | 1  | =  | =  | 3,5   |

## Torneo de Candidatos 2007

### Semifinal, contraMijaíl Gurévich;Elistá,Kalmukia, mayo-junio de 2007
| Jugador         | R1 | R2 | R3 | R4 | R5 | R6 | Total             |
| --------------- | -- | -- | -- | -- | -- | -- | ----------------- |
| Lékó            | =  | 1  | 1  | 1  |    |    | 3.5 (clasificado) |
| Mijaíl Gurévich | =  | 0  | 0  | 0  |    |    | 0.5 (eliminado)   |

### Final, contraBaréyev;Elistá,Kalmukia, mayo-junio de 2007
| Jugador | R1 | R2 | R3 | R4 | R5 | R6 | Total             |
| ------- | -- | -- | -- | -- | -- | -- | ----------------- |
| Lékó    | 1  | =  | 1  | =  | =  |    | 3.5 (clasificado) |
| Baréyev | 0  | =  | 0  | =  | =  |    | 1.5 (eliminado)   |

Tras esta victoria, Lékó jugó el Campeonato Mundial de Ajedrez en México, en septiembre de 2007; junto con  Krámnik (Campeón mundial), Anand, Aleksandr Morozévich, Svidler, Aronian, Borís Gélfand y Grishchuk. Quedó en cuarto lugar.

## Victoria de Carlsen en el match: Carlsen 5 vs Lékó 3
Carlsen venció por 5 a 3 puntos a Lékó  en el duelo de ajedrez rápido disputado del 28 de mayo al 1 de junio de 2008 en Miskolc, Hungría, al mejor de 8 partidas.
Jugaron 2 partidas cada día de juego, a un ritmo de 25 minutos y 5 segundos por movimiento.
| Jugador | R1 | R2 | R3 | R4 | R5 | R6 | R7 | R8 | Total |
| ------- | -- | -- | -- | -- | -- | -- | -- | -- | ----- |
| Carlsen | =  | =  | =  | 1  | =  | =  | 1  | =  | 5     |
| Lékó    | =  | =  | =  | 0  | =  | =  | 0  | =  | 3     |